# Calycopis orcillula
Calycopis orcillula is een vlinder uit de familie van de Lycaenidae. De wetenschappelijke naam van de soort werd als Thecla orcillula in 1929 gepubliceerd door Strand.

## Synoniemen
- Calystryma keta Field, 1967